# Zone Romantica
Zone Romantica је био међународни телевизијски канал који је свој програм локализовано емитовао на територији већег дела Европе путем сателита и кабла.
Највећи део програма чиниле су латиноамеричке теленовеле, поред којих су емитовани и филмови и забавне емисије.
3. децембра 2012. групација Chellomedia је овај канал трансформирала у CBS Drama.

### Серијски програм
| Назив: | Земља порекла:                        |
| ------ | ------------------------------------- |
|        | Аргентина                             |
|        | Бразил                                |
|        | Аргентина                             |
|        | Аргентина · Сједињене Америчке Државе |
|        | Бразил                                |
|        | Венецуела                             |
|        | Бразил                                |
|        | Венецуела                             |
|        | Перу                                  |
|        | Мексико                               |
|        | Венецуела                             |
|        | Аргентина                             |
|        | Аргентина                             |
|        | Колумбија                             |
|        | Чиле                                  |
|        | Бразил                                |
|        | Венецуела                             |
|        | Венецуела                             |
|        | Колумбија                             |
|        | Венецуела                             |
|        | Венецуела                             |
|        | Шпанија                               |
|        | Перу                                  |
|        | Венецуела                             |
|        | Аргентина                             |
|        | Бразил                                |
|        | Аргентина                             |
|        | Колумбија · Сједињене Америчке Државе |
|        | Венецуела                             |
|        | Перу                                  |
|        | Колумбија                             |
|        | Венецуела · Сједињене Америчке Државе |
|        | Бразил                                |
|        | Венецуела                             |
|        | Сједињене Америчке Државе             |
|        | Перу                                  |
|        | Колумбија                             |
|        | Бразил                                |
|        | Венецуела                             |
|        | Колумбија                             |
|        | Венецуела                             |
|        | Колумбија                             |
|        | Колумбија                             |
|        | Колумбија                             |
|        | Бразил                                |
|        | Венецуела                             |
|        | Венецуела · Колумбија                 |
|        | Колумбија                             |
|        | Венецуела                             |
|        | Венецуела                             |
|        | Бразил                                |
|        | Мексико                               |
|        | Венецуела                             |